# Женская пьеса
«Женская пьеса» (англ. Girl play) — американская мелодрама независимого кинематографа 2004 года режиссёра Ли Фридлендер.

## Сюжет
На постановке новой пьесы про лесбийские отношения встречаются две актрисы. В ходе репетиций, разбираясь в чувствах своих персонажей, они неожиданно влюбляются друг в друга. Робин давно живёт с постоянной партнершей, Лейси ещё не имела постоянных отношений. Женщинам приходится разобраться, что происходит на самом деле, чем являются их чувства: лишь сюжетом в пьесе или же это настоящая любовь? Один из немногих фильмов, где лесбийские отношения показаны с психологической глубиной, претендующей на исповедь, когда взрослым женщинам приходится понять себя и свои чувства.

## Награды
Фестиваль «Аутфест» 2004 года:
- «Приз зрительских симпатий» за лучший художественный фильм;
- Приз «Лучшая актриса в художественном фильме» (Робин Гринспен и Лейси Хармон).

Фестиваль Tampa International Gay and Lesbian Film Festival 2004 года:
- «Приз зрительских симпатий» за лучший женский художественный фильм;
- Приз жюри «Лучший женский художественный фильм»;
- Приз «Лучшая актриса» (Лейси Хармон);
- Приз «Лучший режиссёр» (Ли Фридлендер).